# هاري جونز (مهندس)
هاري جونز (بالإنجليزية: Harry Jones)‏ (و. 1791 – 1866 م) هو مهندس، وعسكري، من المملكة المتحدة، ويحمل رتبة عسكرية general، توفي عن عمر يناهز 75 عاماً.

## الخدمة العسكرية
خدم في الجيش البريطاني.

## جوائز
حصل على جوائز منها:
- وسام فارس الصليب الأعظم
- Baltic Medal [الإنجليزية]‏
- النيشان المجيدي
- Crimea Medal [الإنجليزية]‏.